# دانیل زیبیگ
دانیل زیبیگ (انگلیسی: Daniel Ziebig؛ زادهٔ ۲۱ ژانویهٔ ۱۹۸۳) بازیکن فوتبال اهل آلمان است.
از باشگاه‌هایی که در آن بازی کرده‌است می‌توان به باشگاه فوتبال دینامو درسدن، باشگاه فوتبال انرژی کوتبوس، باشگاه فوتبال هامبورگ، و باشگاه فوتبال هالشر اشاره کرد.